# Alexander Bergmann
Pour les articles homonymes, voir Bergmann.
Alexander Bergmann, né le 25 mai 1987 à Ravensburg, est un snowboardeur allemand spécialisé dans les épreuves de snowboardcross. 
Durant sa carrière, il a participé aux Jeux olympiques d'hiver de 2014 où il est éliminé en huitièmes de finale du slalom géant parallèle et en qualifications lors du slalom parallèle.
En Coupe du monde dans laquelle il concourt depuis 2006, il compte une victoire acquise à Bad Gastein dans un slalom parallèle en janvier 2014.

## Palmarès

### Jeux olympiques d'hiver
| Édition/Discipline | Slalom géant parallèle | Slalom parallèle |
| JO 2014            | 13e                    | 24e              |

### Championnats du monde
| Édition/Discipline | Slalom géant parallèle | Slalom parallèle |
| Mondiaux 2011      | 21e                    | 35e              |

### Coupe du monde
- Meilleur classement en parallèle : 11e en 2014.
- 1 podium dont 1 victoire.